# Моньє-Вільямс

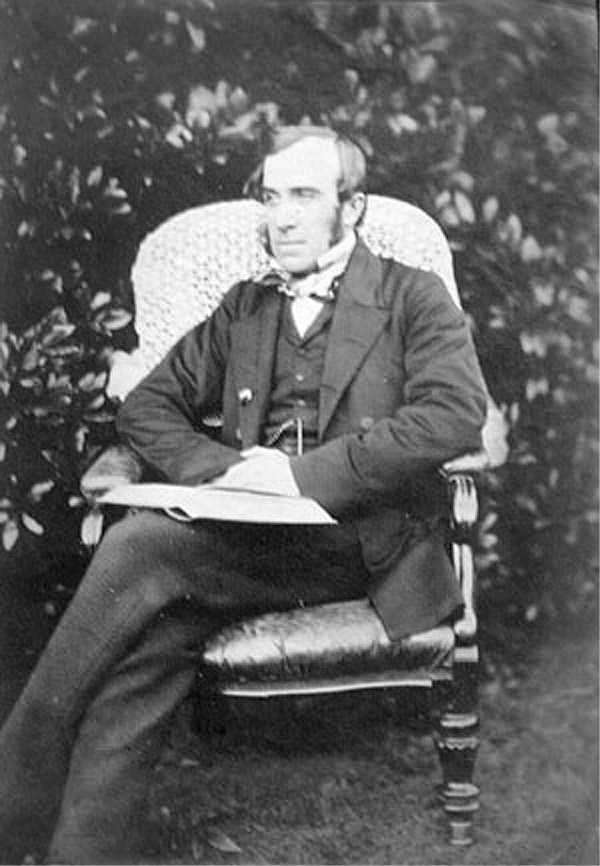
Моньє Моньє-Вільямс на знімку, зробленому Льюїсом Кероллом

Сер Моньє Моньє-Вільямс (англ. Monier Monier-Williams, 12 листопада 1819, Мумбаї — 11 квітня 1899, Канни) — британський індолог і санскритолог, професор санскриту Оксфордського університету, автор одного з найбільш популярних і широко використовуваних санскритсько-англійських словників.

## Біографія
Моньє Вільямс народився в сім'ї полковника Моньє Вільямса в Бомбеї. Його прізвище було Вільямс, але в 1887 у він також додав до нього своє ім'я. Здобувши освіту в Університетському коледжі Оксфорда, Моньє одружився в 1848 році. У 1860 році став професором санскриту Оксфордського університету. На цій посаді, активно виступав за проповідь християнства в Індії. Оголошував, що однією з цілей сходознавства як науки повинно бути звернення індуїстів у християнську віру. У своїй книзі «Hinduism» передбачав швидке припинення існування індуїзму і закликав християн призупинити навалу ісламу.
У своїх працях з індуїзму Моньє-Вільямс стверджував, що адвайта-веданта найкращим чином представляє ведичні ідеали і є найвищим шляхом до спасіння в індуїзмі. Значно популярніші традиції бгакті Моньє-Вільямс розглядав, як наділені меншою духовною цінністю. Він також стверджував, що «ніякий опис індуїзму не може бути повним без того, щоб торкнутися практично всіх коли-небудь відомих світу релігійних і філософських ідей».

## Вибрана бібліографія
- Translation ofShakuntala(1853).
- Indian Wisdom, an anthology from Sanskrit literature (1875).
- Modern India and Indians.
- Buddhism,in its connexion with Brahmanism and Hinduism, and in its contrast with Christianity (1889).
- Sanskrit-English Dictionary, ISBN 0-19-864308-X.
- A Sanskrit-English Dictionary [Архівовано 29 грудня 2020 у Wayback Machine.] (subtitle)Etymologically and Philogically Arranged with Special Reference to Cognate Indo-European languages ' ', Monier Monier-Williams, revised by E. Leumann, C. Cappeller, et al. not dated, Motilal Banarsidass, Delhi; apparently a reprint of edition published 1899, Clarendon Press, Oxford